# Проницаемость горной породы
Проницаемость — способность горных пород фильтровать сквозь себя флюиды при наличии перепада давления. Характеризуется коэффициентом проницаемости kп горной породы, измеряемым в [м2] или же в более удобной системе измерения [D] (Дарси, 1[D]=10−12[м2])

## Абсолютная проницаемость
Проницаемость образца керна, насыщенного одним флюидом, инертным по отношению к породе, зависит целиком и полностью от свойств породы, а не от насыщающего флюида. Как правило, абсолютной проницаемостью называют проницаемость керна по азоту или по воздуху.

## Газопроницаемость (Проницаемость по воздуху, гелию, азоту и т.д)
Проницаемость образца керна при пропускании через него газа зависит от давления. При высоких давлениях газопроницаемость приближается к значению абсолютной проницаемости, при низких — иногда значительно (на 50 % и более) превышает её, что происходит из-за эффекта Клинкенберга — проскальзывания газа при низких давлениях.

## Фазовая проницаемость
Проницаемость породы для отдельно взятого флюида (Ko, Kw) при числе присутствующих в породе фаз, большем единицы. Фазовая проницаемость зависит от степени насыщения флюидами(флюидонасыщенностей) и их физико-химических свойств.

## Относительная проницаемость
Отношение фазовой проницаемости (Ko, Kw) к абсолютной (KoSwir). 

Kro = Ko / KoSwir

Krw = Kw / KoSwir